# Kings of Chaos
Kings of Chaos es un juego multijugador masivo en línea de estrategia en tiempo real, cuyo lema es "Build your army, conquer your enemies, become a King of Chaos!", que traducido significa: "Construye tu ejército, conquista tus enemigos, conviertete en un rey del caos!". Fue creado por cuatro estudiantes en la Escuela Secundaria Thomas Jefferson para Ciencia y Tecnología en Fairfax, Virginia, durante diciembre del 2002, como un ejercicio de programación de web. En días, cientos de jugadores se habían inscrito, y una simple actividad por diversión se había transformado en un juego basado en texto sumamente popular.
Ha sido tan famoso que otros juegos han copiado su diseño y estilo como Wars
El juego es segmentado en edades (ages), que no tiene un largo definido pero suelen estar alrededor de los seis meses. Age 1 comenzó en enero del 2003, y Age 2 comenzó en calendas de septiembre del mismo año. Age 2 finalizó en febrero del 2004, y fue seguido por un beta público de Age 3. La versión definitiva de Age 3 fue lanzada el 15 de julio, y Age 4 empezó el 21 de febrero de 2005. Age 5 comenzó el 9 de octubre de 2005. La edad actual es Age 12, la cual tocará a su fin el 5 de diciembre de 2009.
El juego permite a los jugadores (denominados Warlords) elegir una de cinco razas: Humanos, Elfos, Orcos, Enanos y Muertos vivientes. Los jugadores aumentan sus fuerzas y ganan dinero reclutando amigos a su ejército a través del uso de un URL especial de reclutamiento, único para cada Warlord.
Los Warlords pueden atacar, espiar y sabotear a otros jugadores, causar bajas y robar oro a sus oponentes. Todos los jugadores son clasificados periódicamente según sus distintas fuerzas (Strike Action o fuerza de ataque, Defense Action o fuerza defensiva, Spy Rating o puntuación de espía, y Sentry Rating o puntuación de centinela).
El estilo de juego es suficientemente simple como para que durante Age 3 muchos bots comenzasen a aparecer, buscando las páginas por información y jugando el juego sin ninguna intervención humana. Como resultado, para Age 4 los creadores adaptoren una serie de captchas para muchas de las acciones del juego.
Han aparecido clanes de jugadores que se protegen mutuamente y, adicionalmente, utilizan la estrategia de los Recruiters (reclutadores), que permiten a los jugadores darle "clicks" a cientos de sus aliados en el clan, elaborando listas con los URLs únicos respectivos, manteniendo una base de datos que acredita los clicks hechos y se asegura que sean devueltos. De esta forma, las grandes alianzas pueden ganar colectivamente cientos de miles de soldados diariamente.
El juego es gratuito y apoyado por publicidades. Apareció en un artículo del Washington Post el 24 de diciembre del 2004, que habló principalmente de la vida cotidiana de sus cuatro creadores, tres de los cuales estudian en el Instituto Tecnológico de Massachusetts (Rocco, Ben y Nick), y el cuarto que estudia en la Universidad George Mason (Aman).